# Василенко Михайло Володимирович
Михайло Володимирович Василенко — сержант окремого загону спеціального призначення НГУ «Азов» Національної гвардії України, учасник російсько-української війни, що трагічно загинув під час російського вторгнення в Україну в 2022 році.

## Життєпис
Михайло Василенко народився 2 лютого 1991 року на Дніпропетровщині в місті Верхньодніпровськ. З початком повномасштабного російського вторгнення в Україну разом з азовцями перебував на передовій. Загинув 24 березня 2022 року під час битви за Маріуполь. Посмертно відзначений орденом «За мужність» III ступеня. 9 вересня 2022 року державну відзнаку голова Хмельницької обласної військової адміністрації Сергій Гамалій вручив дружині загиблого військовослужбовця. В серпні народилася донечка Злата.

## Нагороди
- Орден «За мужність» III ступеня (2022, посмертно) — за особисту мужність і самовіддані дії, виявлені у захисті державного суверенітету та територіальної цілісності України, вірність військовій присязі, зразкове виконання службового обов'язку.